# 333년

## 연호
- 동진(東晉) 함화(咸和) 8년
- 성한(成漢) 옥형(玉衡) 23년
- 후조(後趙) 건평(建平) 4년
- 전량(前凉) 건흥(建興) 21년

## 기년
- 동진(東晉) 성제(成帝) 8년
- 신라(新羅) 흘해 이사금(訖解泥師今) 24년
- 고구려(高句麗) 고국원왕(故國原王) 3년
- 백제(百濟) 비류왕(比流王) 30년